# Senri Kawaguchi
Senri Kawaguchi (川口 千里, Kawaguchi Senri) est une batteuse japonaise de jazz fusion. Au Japon, elle est parfois connue sous le pseudonyme tekazuhime (手数姫), (Princesse aux nombreux coups). La représentation d'un gecko figure au devant de sa grosse caisse de 20 pouces, et sur ses baguettes Zildjian. Elle a remporté de nombreux prix pour son jeu de batterie.

## Jeunesse
Kawaguchi est née dans la banlieue de Nagoya, préfecture d' Aichi, le 8 janvier 1997. Très jeune, elle déménage avec sa famille à Yokkaichi dans la préfecture voisine de Mie,.
Elle est initiée à la batterie à l'âge de cinq ans lorsque son père, qu'elle décrit dans une interview comme un mécha- otaku (メ カ オ タ ク), apporte à la maison une batterie électronique pour son propre apprentissage. Finalement, il la lui donne pour jouer avec et à l'âge de six ans, elle commence à prendre des cours de batterie localement. À l'âge de huit ans, son professeur lui recommande, après avoir montré suffisamment d'intérêt et de talent, de commencer à suivre les cours du célèbre batteur et professeur de batterie japonais Kozo Sugunama.
Sous la tutelle de Sugunama, les compétences de Kawaguchi se développent et bientôt elle accompagne des musiciens professionnels. En 2009, elle réalise son premier DVD, Horoscope avec Sugunama et des membres du groupe de fusion japonais Fragile. Plus tard cette année-là, après son entrée au lycée, elle commence à faire des apparitions dans un certain nombre de petites salles, dans le groupe Senri's Super Session avec Akira Tanemura à la guitare, Teruyuki Iwawaki à la basse et Mayumi Yoshida au clavier, et avec lequel elle joue toujours, et  entre 2011 et 2014, au sein de Senri's BeeHive Session au BeeHive à Osaka - jouant avec un certain nombre de musiciens japonais de rock et de jazz fusion, y compris Kyoji Yamamoto, Minoru Mukaiya et Tetsuo Sakurai,. Des vidéos de plusieurs de ces performances sont publiées sur le compte YouTube créé à son nom, ainsi que des vidéos dans lesquelles elle se produit en accompagnement de la musique de l' anime K-On, l'amenant à un public beaucoup plus large.
En 2010, à l'âge de 13 ans, elle devient l'une des plus jeunes batteuses, et seulement la deuxième batteuse japonaise après Akira Jimbo à faire partie du classement Drummerworld des 500 meilleurs batteurs,.

## Carrière
En 2011, en plus de continuer à travailler en session, elle fait son premier voyage à l'étranger en tant que batteuse lorsque Yamaha Drums l'invité à présenter certains de ses nouveaux kits de batterie au Winter NAMM Show 2011 à Anaheim, en Californie. Plus tard dans l'année, elle se rend avec Yamaha en Chine, pour participer au Festival international de batterie de Tianjin Jiutai 2011.
En 2012, elle fait sa première apparition à la télévision nationale lorsque, avec les membres Senri’s Super Session, elle accompagne le guitariste Kyoji Yamamoto au Tokyo Crossover Night International Jazz Festival de cette année, qui est diffusé par Fuji Television sur sa chaîne satellite.
Pour ses 16 ans en janvier 2013, elle sort son premier CD solo A la Mode. Elle y est accompagnée par un certain nombre de musiciens japonais, dont certains avec lesquels elle a joué lors de ses sessions au BeeHive. Plus tard cette année-là, elle se rend au Hua Hin Jazz Festival, où elle se produit avec Jun Abe, Shingo Tanaka, le bassiste du groupe de jazz fusion T-Square, et Kay-Ta Matsuno. Vers la fin de l'année, elle entame une collaboration avec Kiyomi Otaka le claviériste du groupe japonais de jazz fusion Casiopea 3rd, formant le duo de fusion Kiyo * Sen. Celui-ci sort son premier CD Chocolate Booster en janvier 2014. La sortie de ce CD est suivie d'une courte tournée plus tard dans l'année.
Début 2014, elle se rend à Los Angeles pour enregistrer son deuxième CD, Buena Vista  Là, elle encontre le multi-instrumentiste français de Smooth jazz et de musique new-age Philippe Saisse  avec qui elle continue de travailler. Elle est également invitée à faire partie du jury international du concours de batterie Hit Like a Girl 2014, où elle y est depuis régulièrement juge,,. Plus tard dans l'année, elle s'implique dans la tournée du groupe d'idoles E-Girls au Japon, rejoignant ses musiciens de concerts en tant que batteuse, ce qui va lui permettre de se produire pour la première fois dans de plus grandes salles, y compris le mythique Budokan de Tokyo, . Enfin, en septembre, elle fait sa première apparition au Tokyo Jazz Festival.
En avril 2015, après avoir obtenu son diplôme au lycée, elle déménagé à Tokyo pour étudier les sciences sociales à l'Université Waseda. Pendant ses études, elle continue sa session et son travail en studio,. En juin de cette année-là, le duo Kiyo * Sen sort son deuxième CD Duology suivi d'une courte tournée promotionnelle. En août, Senri se rend au festival Rock au château 2015 qui se tient dans l'enceinte du château de Villersexel en France où se produisent entre autres Ange et les Gens de la Lune, groupes respectifs des frères Christian et Francis Décamps. En septembre, elle se produit au concert du 30e anniversaire de Super Mario à Tokyo. Elle devient alors plus sollicitée pour travailler avec d'autres artistes, soit en concert, soit en tant qu'artiste de session sur des albums, étant notamment invitée à se produire avec Guthrie Govan lors de la partie japonaise de sa tournée Erotic Cakes à la fin de 2015,. Elle travaillera à nouveau avec Govan, un an plus tard, à la fin de 2016.
En 2016, elle sort trois CD : KKK Core, une collaboration entre Kawaguchi, Kozo Sugunama et Kaori Hirohara sur laquelle ils travaillent depuis l'année précédente ; Trick or Treat, son troisième CD dans le cadre de Kiyo * Sen, et Cider Hard and Sweet, une collaboration avec Philippe Saisse et le bassiste Armand Sabal-Lecco.
La même année, elle participe en tant que batteuse au projet de Francis Décamps de revisiter la célèbre symphonie du nouveau monde d'Anton Dvorák à l'occasion des 130 ans de la statue de la Liberté à New-York. Senri joue en compagnie de l'Orchestre Victor Hugo Franche-Comté et des enfants de l'OrKestre TaKajouer du Pays de Montbéliard, formé en sa majorité d'enfants issus de l'immigration et dirigés par René Bosc qui joue aussi de la guitare ; Francis Décamps aux claviers et à l'accordéon ; Pascal Gutman au stick Chapman ;  Thomas Lotz aux claviers. Le 26 octobre 2016, la prestation est présentée en streaming sur la scène de Numerica, pôle numérique de Franche-Comté, puis diffusée sur YouTube deux jours plus tard, date de l'inauguration de l'œuvre d'Auguste Bartholdi, le 28 octobre 1886. Après deux années de finalisation et de mixage, avec les mêmes musiciens et Damien Chopard (des Gens de la Lune) à la guitare, le CD The Gift sortira officiellement le 17 mai 2018.
Tout au long de l'année 2017, Sneri participe à des événements pour promouvoir le 50e anniversaire de Yamaha Drum, aboutissant à un concert avec Dave Weckl, Steve Gadd et Akira Jimbo le 2 septembre. Les artistes avec lesquels elle travaille en 2017 incluent Bootsy Collins sur son CD World Wide Funk, sorti en octobre 2017 , et Jan Erling Holberg, avec qui elle travaille sur le single Aim to Please . En septembre 2017, elle joue avec Saisse et Sabal-Lecco pour une performance télévisée au Tokyo Jazz Festival de 2017 au NHK Hall, après laquelle ils se produisent dans divers lieux, y compris au Motion Blue à Tokyo. Cette prestation est enregistrée et sort en DVD et Blu-ray, et pour laquelle ils remportent le Nissan Jazz Japan Award 2017 pour la meilleure performance en concert. En octobre 2017, Senri se rend à Bangalore où elle participe aux Octaves d'octobre avec le violoniste de fusion indien Abhijith PS Nair,.
En 2019, elle sort diplômée de l'Université Waseda.

## Discographie et vidéographie
Toutes les dates de sortie, labels et numéros de catalogue correspondent à la version japonaise d'origine, excepté The Gift.

### Solo

#### Albums
- A La Mode - Most Company, VEGA Music Entertainment – MOCA-1844. Sorti le 8 janvier 2013.
- Buena Vista - Most Company, VEGA Music Entertainment – MOCA-1846. Sorti le 4 juin 2014.
- Cider Hard & Sweet - King Record Co. Ltd – KICJ-758. Sortie le 21 décembre 2016. Il marque ses débuts avec un grand label[5].
- Dynamogenic - King Record Co. Ltd – KICJ-842. Sorti le 23 décembre 2020.

#### DVD et Blu-ray
- Horoscope - Jewel Sound – JSSK-9. Sorti le 6 février 2009.
- Senri Kawaguchi LIVE Tour 2014 "Buena Vista" - Most Company, VEGA Music Entertainment – MODA-2601. Sorti le 4 avril 2015.
- Senri Kawaguchi TRIANGLE Live in Yokohama 2017 - King Record Co. Ltd – KIXM-305. Sorti le 27 décembre 2017.

### Kiyo * Sen

#### Albums
- Chocolate Booster - VEGA Music Entertainment – VGDBRZ-0053. Sorti le 18 janvier 2014.
- Duology - VEGA Music Entertainment – VGDBRZ-0060. Sorti le 24 juin 2015.
- Trick or Treat - VEGA Music Entertainment – VGDBRZ-0065. Sorti 2 Septembre 2016.
- Organiser - Elec Records – ELFA-1816. Sorti 4 juillet 2018.
- Drumatica - airgroove LLC & Elec Records – YZAG-1105. Sortie le 6 novembre 2019.

#### DVD et Blu-ray
- ChocoーBoo Live! - VEGA Music Entertainment – VGVJFZ-0005. Sorti le 26 Avril 2014.
- Another Live World - Alfanote - AND075. Sorti le 4 juillet 2018[45].

### Autres enregistrements

#### Albums
- KKK-Core - VEGA Music Entertainment - VGDBRZ-0064. Sorti le 28 janvier 2016.
- Francis Décamps, The Gift, FDC. Sorti le 17 mai 2018.

### Reportage sur Senri Kawaguchi

#### DVD et Blu-ray
- Senri Kawaguchi de 18 à 20 ans (川口 千里 密 着 age18-20〜 千里 の 道 も 一 歩 か ら メ ジ ャ ー の 先 へ 〜) - Alfanote - AND073. Sorti le 9 septembre 2017 [46]